# Флаг Самоа
Государственный флаг Независимого государства Самоа (самоан. fu‘a o Sāmoa, англ. flag of Samoa) — официальный символ Самоа, который был принят 24 февраля 1949 года как флаг Подопечной территории ООН, а с 1 января 1962 года стал флагом независимого государства. Флаг Самоа представляет собой красное полотнище с соотношением сторон 1:2 с верхней левой четвертью синего цвета, на которой изображены пять белых звёзд созвездия Южный Крест. С 17 декабря 1920 года по 4 июля 1997 года страна называлась Западное Самоа.

## Прежние флаги
До Первой мировой войны острова Самоа принадлежали Германской империи на правах колонии, поэтому флагом Самоа считался трёхцветный чёрно-бело-красный флаг с имперским германским орлом. Планировалось создать специальный флаг для Самоа как германской колонии, однако эти планы нарушила Первая мировая война: 29 августа 1914 году Германское Самоа было оккупировано новозеландцами и в 1919 году было присоединено к новозеландским владениям. Во время новозеландского правления на островах в качестве флага использовались полотнища синего (правительственный морской) и красного (гражданский морской) цветов с изображением флага Великобритании в верхней левой четверти. Новый флаг был утверждён только после Второй мировой войны.

## Исторические флаги
- Флаг Самоа из ЭСБЕ (1875–1887, 1889–1900)
- Флаг Германской империи как флаг Германского Самоа 
1 марта 1900 — 29 августа 1914
- Проект флага Германского Самоа 1914
- Флаг Новой Зеландии как флаг Западного Самоа 
29 августа 1914 — 30 июля 1922
- Синий флаг Западного Самоа 
30 июля 1922 — 1 января 1962
- Флаг Западного Самоа 
26 мая 1948 — 24 февраля 1949